# San Fernando de Monte Cristi (provinshuvudstad i Dominikanska republiken)
San Fernando de Monte Cristi är en provinshuvudstad i Dominikanska republiken.   Den ligger i provinsen Monte Cristi, i den nordvästra delen av landet, 230 km nordväst om huvudstaden Santo Domingo. San Fernando de Monte Cristi ligger 16 meter över havet och antalet invånare är 17 001.
Terrängen runt San Fernando de Monte Cristi är platt. Havet är nära San Fernando de Monte Cristi åt nordväst. Runt San Fernando de Monte Cristi är det ganska tätbefolkat, med 58 invånare per kvadratkilometer. San Fernando de Monte Cristi är det största samhället i trakten. Omgivningarna runt San Fernando de Monte Cristi är en mosaik av jordbruksmark och naturlig växtlighet.